# 第101統制旅団 (ロシア陸軍)
第101統制旅団（だい101とうせいりょだん、ロシア語: 101-я бригада управления）とは、ロシア陸軍の旅団。第29諸兵科連合軍隷下。

## 歴史
- 1941年9月：第13独立通信連隊として創設。連隊はトランスバイカリアにおいて通信兵を訓練し、1945年までに2000人以上の兵士が前線へ送られた[1]。
- 1945年9月：名誉名「キンガン」を授与された[1]。